# Кришень Павло Федорович
Кри́шень Павло́ Фе́дорович (*12 липня 1921, Зелене — 15 липня 2020, Дніпро) — український вчений, медик. Доктор медичних наук, професор. Заслужений діяч науки УРСР.

## Біографія
Павло Федорович Кришень народився 12 липня 1921року в с. Зелене Петрівського району Кіровоградської області. Коли йому було 10 місяців, батьки переїхали до села Петрівського цього ж району. У 1937 році закінчив семирічну школу і вступив до авіаційного технікуму в Запоріжжі. Після закінчення технікуму працював майстром на авіаційному заводі в Куйбишеві.
У вересні 1941 року добровільно пішов на фронт. Був кулеметником у піхоті. При форсуванні річки Терек і захопленні Моздока був тяжко поранений в голову, ноги та груди. Після закінчення короткострокових курсів стає механіком-водієм танка. Звільняв Прибалтику. Відзначився мужністю і майстерністю в бою за литовське місто Седа, коли врятував палаючий танк з екіпажем. Для нього війна закінчилася пораненням під час атаки японських смертників на Далекому Сході під Мукденом.
У 1953 році закінчив з відзнакою Дніпропетровський медичний інститут. З 1967 по 1987 рік обіймав посаду директора Дніпропетровського науково-дослідного інституту гастроентерології. З 1987 року був головним науковим співробітником вищеназваного закладу, працював у лабораторії патофізіології.
Помер 15 липня 2020 року.

## Наукова діяльність
Підготував 42 кандидати та доктори наук. Автор більше 200 наукових робіт і 4 монографій.

## Відзнаки і нагороди
Нагороджений орденом Слави III ступеня та ще 15 орденами та медалями. Медалі учасника ВДНГ СРСР та УРСР.